# 1925年のスポーツ

## できごと
- 早慶野球戦が19年ぶりに復活。
  - 5月29日 - 慶應義塾体育会で早慶戦復活を決議[1]。
  - 6月16日 - 慶應義塾評議員会でも復活の意見がまとまる[1]。
  - 6月19日 - 高田早苗（早大）と板倉卓造（慶大）の会談により早慶両校の和解成立[1]。
  - 9月11日 - 秋の連盟会議で早慶戦復活が正式決定[2]。
- 第6回東京箱根間往復大学駅伝競走で替え玉走行事件が発生。日本大学の3区だった走者が実は人力車夫だったことが判明。職業柄での癖が出て替え玉が発覚。しかし失格とはならずに記録は有効とされた[3][4]ものの、日大は翌年の第7回大会の出場を辞退した[4]。

## 総合競技大会
- 第7回極東選手権競技大会（フィリピン・マニラ・5月16日～23日）

- 第2回明治神宮競技大会（夏季 - 10月10日～12日、秋季 - 10月28日～11月3日）

## アメリカンフットボール
- NFL優勝:シカゴ・カージナルス

## 大相撲
4月、皇太子（のちの昭和天皇）の台覧相撲が東宮御所でおこなわれ、そのときの下賜金で摂政宮杯がつくられ、翌年から個人優勝者に持ち回りで授与されるようになった。
7月、東京・大阪の両相撲協会の合併が調印された。
11月14日より、東西合同にともなう力量審査のため、京都市内で合併相撲が行われた。
12月28日、9月30日に申請した財団法人の認可がおりた。当時の名称は「大日本相撲協会」であった。
優勝掲額者
- 春（1月9日初日）:東張出横綱 栃木山守也（10勝1敗）
- 夏（5月14日初日）:東横綱 西ノ海嘉治郎（9勝2敗）

優勝旗手
- 春:西張出小結 若葉山鐘（8勝2敗1休）
- 夏:東張出関脇 能代潟錦作（8勝2敗1分）

## ゴルフ

### 世界4大大会（男子）
- 全米オープン優勝者：ウィリアム・マクファーレン（アメリカ）
- 全英オープン優勝者：ジム・バーンズ（アメリカ）

［全米プロゴルフ優勝者：ウォルター・ヘーゲン（アメリカ）］

## 自転車競技

### ロードレース
- 第13回ジロ・デ・イタリア

総合優勝：アルフレッド・ビンダ（イタリア）
- 第19回ツール・ド・フランス

総合優勝： オッタビオ・ボテッキア（イタリア）

## テニス

### グランドスラム
- 全豪選手権　男子単優勝：ジェームズ・アンダーソン（オーストラリア）、女子単優勝：ダフネ・アクハースト（オーストラリア）
- 全仏選手権　男子単優勝：ルネ・ラコステ（フランス）、女子単優勝：スザンヌ・ランラン（フランス）
- ウィンブルドン　男子単優勝：ルネ・ラコステ（フランス）、女子単優勝：スザンヌ・ランラン（フランス）
- 全米選手権　男子単優勝：ビル・チルデン（アメリカ）、女子単優勝：ヘレン・ウィルス（アメリカ）

全仏選手権がこの年から「国際大会」になり、フランス人以外の選手にも出場資格が与えられるようになった。この大会に関しては、「公認優勝記録」は1925年以後のものとなる。全米選手権の男子シングルスで、“ビッグ・ビル”ことチルデンが大会6連覇を達成。

## 野球

### 日本

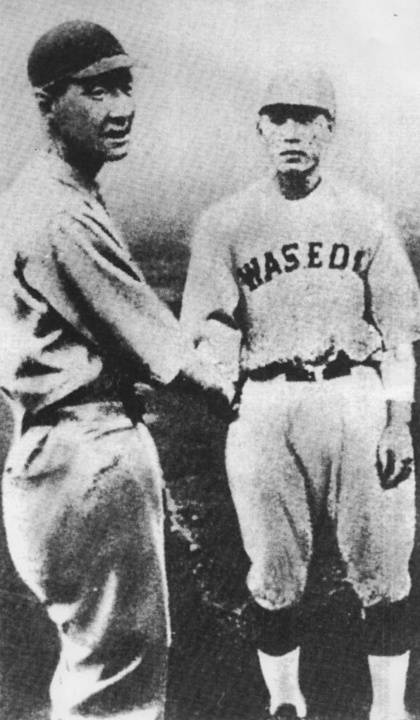
早慶戦再開前に握手を交わす両校主将

#### 東京六大学野球
- 春 - 東京帝大が早慶明立と1試合ずつ対戦、立大に勝利。
- 秋 - 東京六大学野球連盟発足。開幕試合は明立1回戦（9月20日）。東京帝大が正式加盟。
  - 早慶戦が19年ぶりに復活（戸塚球場）。
    - 10月19日 - 早慶1回戦　早11 - 0慶
    - 10月20日 - 早慶2回戦　早07 - 1慶

  - 早大が10勝1敗で六大学最初の優勝者となった。
  - 六大学最初の勝利投手は湯浅禎夫（明大）。
  - 東武雄（東大）が六大学最初の本塁打を放つ。
  - 首位打者は氷室武夫（早大、3割4分3厘）。

#### 高専野球
- 第2回全国高等専門学校野球大会決勝（尾久球場）
  - 優勝：関西学院　準優勝：長崎高商

#### 中等野球
- 第2回選抜中等学校野球大会決勝（阪神甲子園球場・4月5日）
松山商業（愛媛県） 3-2 高松商業（香川県）
- 第11回全国中等学校優勝野球大会決勝（阪神甲子園球場・8月23日）
高松商業（香川県） 5-3 早稲田実業（東京府）

### アメリカ大リーグ
- ワールドシリーズ
ピッツバーグ・パイレーツ（ナ・リーグ） （4勝3敗） ワシントン・ナショナルズ（ア・リーグ）

## 誕生
- 1月4日 - ベイコ・ハクリーネン（フィンランド、ノルディックスキー）
- 2月1日 - 大友工（兵庫県、野球）
- 2月20日 - 栃錦清隆（東京都、相撲、+1990年）
- 3月7日 - 全演植（韓国、競馬、+1993年）
- 3月12日 - ルイゾン・ボベ（フランス、自転車競技、+1983年）
- 3月21日 - 信夫山治貞（福島県、相撲、+1977年）
- 4月4日 - デットマール・クラマー（ドイツ、サッカー）
- 5月12日 - ヨギ・ベラ（アメリカ、野球）
- 6月20日 - ドリス・ハート（アメリカ、テニス）
- 7月15日 - 出羽錦忠雄（東京都、相撲、+2005年）
- 7月18日 - シャーリー・ド・ラハンティ（オーストラリア、陸上競技）
- 7月28日 - フアン・スキアフィーノ（ウルグアイ、サッカー）
- 9月17日 - 杉下茂（東京都、野球、+2023年）
- 10月2日 - 近藤貞雄（愛知県、野球、+2006年）
- 10月9日 - 関口清治（旧台湾、野球、+2007年）
- 10月19日 - 夏井昇吉（秋田県、柔道、+2006年）
- 11月28日 - ヨージェフ・ボジク（ハンガリー、サッカー）

## 死去
- 4月20日 - ハーバート・ローフォード（イギリス、テニス、*1851年）
- 10月7日 - クリスティ・マシューソン（アメリカ、野球、*1880年）
- 11月12日 - ロバート・レン（アメリカ、テニス、*1873年）